# Gustavo Marcos Herrero
Gustavo Marcos Herrero (Sant Feliu de Llobregat, 23 de desembre de 1972) és un exjugador de waterpolo català.

## Biografia
En 2005, després de guanyar el títol de copa del Rei fou designat MVP del torneig.

## Clubs
- Club Natació Sant Feliu
- Club Natació Barcelona
- Club Natació Sabadell
- Club Natació Atlètic-Barceloneta
- Unió Esportiva Horta
- Club Esportiu Mediterrani
- Club Natació Catalunya

## Palmarès
Com a jugador de club
- 3 Lligues (1996, 1997 i 2001)
- 3 Copes del Rei (1996, 2001 i 2005)

Com a jugador de la selecció espanyola
- Or en el Campionat del Món de Fukuoka en 2001
- Or en els Jocs del Mediterrani 2001[1]
- 4t en els Jocs Olímpics en Sídney 2000
- Bronze en la Copa del Món Sènior, Sídney 1999
- Or en el Campionat del Món de Perth en 1998
- Plata en els Goodwill Games 1998
- Bronze en els Jocs del Mediterrani 1997
- Plata en el Campionat del Món de Roma en 1994
- Bronze en el Campionat d'Europa de Shefield en 1993
- Or en el Campionat del Món júnior de Long Beach en 1991